# Кармона, Самуэль
Самуэль Кармона (исп. Samuel Carmona Heredia; 28 мая 1996, Лас-Пальмас-де-Гран-Канария) — испанский боксёр. Участник летних Олимпийских игр 2016 года в наилегчайшей весовой категории.

## Карьера
Начал заниматься боксом в 2008 году. В 2013 году на чемпионате Испании по боксу среди юношей, в весовой категории до 52 кг занял 2 место. Победив в полуфинале Хосе Мариа Гонзалеса со счетом 19:6 и проиграв в финале Габриэлю Эскобару. Год спустя, он снова встретился с Эскобаром, но теперь в полуфинале первенства, проиграв 2:1 и в итоге заняв третье место.
В 2015 году выиграл чемпионат Испании по боксу, после чего стал участником национальной сборной. На чемпионате Европы 2015 года в Самокове (Болгария) занял 5 место. На чемпионате мира 2015 года в Дохе выбыл на стадии 1/16 проиграв будущему чемпиону Хоанису Архилагосу.
Пройдя квалификацию, стал участником летних Олимпийских игрх 2016 года в Рио-де-Жанейро, где в 1/4 проиграл колумбийскому боксеру Юберхену Мартинесу со счетом 2:1. На прошедшем чемпионате Европе в Харькове выиграл бронзовую медаль, уступив в полуфинальном поединке представителю Англии Галалу Яфайю.